# Interamericana

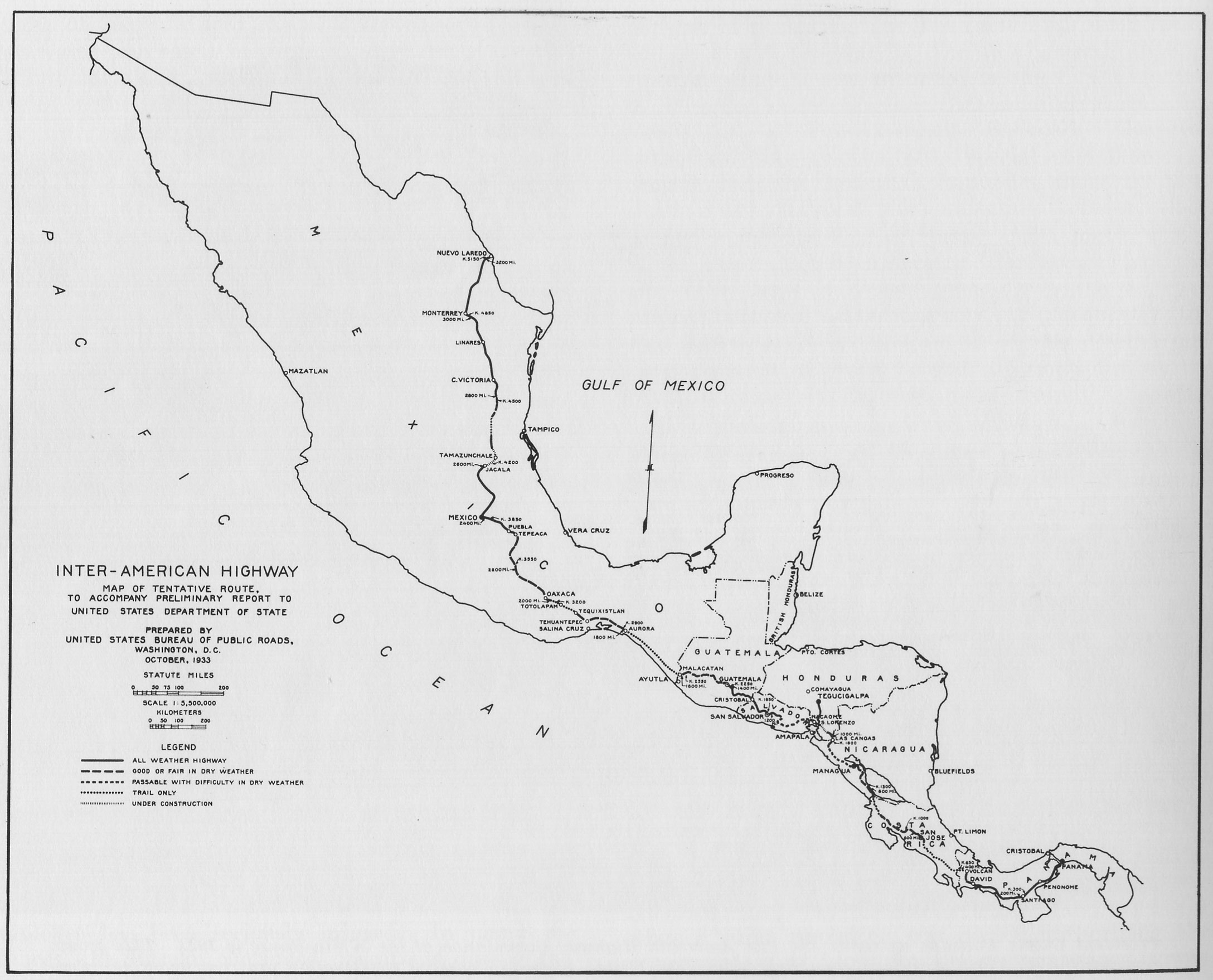
Mapa Interamericany z roku 1933

Silnice Interamericana je středoamerická část silničního projektu Panamericany a táhne se 5 470 km mezi Nuevo Laredo a Ciudad de Panamá.

## Plán výstavby
Myšlenka vybudovat silnici napříč Střední Amerikou se stala roku 1932 jasným cílem, když Spojené státy začaly řídit letecké průzkumy pomocí nového armádního fotografického průzkumu a technologie vzdušného mapování. Nicméně snaha o letecké zmapování nebyla přímo spojena s připravovaným projektem Interamericany, přičemž byla řízena společně několika středoamerickými republikami.
V roce 1940 mělo USA silný vliv ve Střední Americe, obzvláště v Panamě. Když se blížila válka v Evropě, Spojené státy pocítily nutnost vybudovat přímější spojení s Panamou, kde vlastnily jak Panamský průplav, tak Panamskou železnici. Proto se vlády USA a Panamy dohodly na výstavbě silnice přes Panamskou šíji mimo průplavové pásmo. A tak bylo vybudování skutečné Interamericany podníceno Spojenými státy jako bezpečnostní opatření na počátku 2. světové války.
Stejně jako při plánu Panamského průplavu byli hlavní inženýři a správcové opatřeni Spojenými státy. Pracovní a životní podmínky se měnily v závislosti na poloze a období, ale severoameričtí dělníci je popisovali jako "primitivní" a vzpomínali na svoje zkušenosti jako na "legrační a zároveň tragické". Ti, kteří byli umístěni ve velkých městech, mohli s sebou přivést i svoje rodiny, aby neměli důvod vrátit se zpět do USA.
Mnoho úseků, z kterých je nyní Interamericana sestavena, bylo vybudováno nezávisle jednotlivými zeměmi před rokem 1940. Nicméně tyto silnice existovaly pouze mezi velkoměsty a nebyly v dobrém stavu. Na rozdíl od Spojených států , doprava ve Střední Americe prudce pokročila od polních cest k letecké přepravě, což vytvořilo četné mezery v pozemní silniční síti. Jednou z největších výzev, které museli dělníci čelit, byla konstrukce mostů v těchto oblastech. Ale mezery byly skutečně zaceleny.
Pokrok na Interamericaně byl horlivě zpomalený kvůli izolovanosti míst stavby a častým přírodním překážkám, jako třeba horám nebo řekám. Přesto byly práce na silnici urychleny, protože ohrožení německými ponorkami v Karibiku a Atlantiku se značně zvýšilo. Jako součást amerického válečného úsilí, inženýrské jednotky U.S. Army začaly se stavbou „vojenské silnice“ vedoucí stejně jako Interamericana. Tato skupina techniků měla povolen vstup do všech středoamerických států týkajících se výstavby silnice díky nouzovému stavu vojenské silnice ve válce.
Výstavba Interamericany i pomocné vojenské silnice pokročila neuvěřitelnou rychlostí a stavební dodávky se rychle spotřebovaly. Nedostatek stavebního materiálu vedl pouze k rozšíření lokálních nesnází, dotýkajících se projektu od chvíle, kdy místní obchodníci neměli přednost před dovezeným zbožím z USA nebo lodní práva, a proto měli malý zisk z celé záležitosti. Ačkoli stavba nepodporovala přímo místní obchod, vytvořila mnoho pracovních míst pro domorodce. Nicméně tento pozitivní dopad trval pouze do opuštění oblasti týmem konstruktérů. Například po odeznění hrozby německých ponorek (díky přítomnosti amerického námořnictva) zastavily vojenské jednotky práce na projektu vojenské silnice a náhle zůstalo mnoho dělníků bez práce.
Poté, co vojenští technici opustili Střední Ameriku, stavba Interamericany začala znovu plnou parou, přičemž zdědila podstatný objem zásob a výbavy ze zrušeného projektu. V roce 1946 byla již Interamericana připravena na inspekci amerických diplomatů a inženýrů, ale stále byla daleko od dokončení. Převážná část silnice byla průjezdná pouze džípem, i když se základní tvar silnice už rýsoval z okolní džungle a pohoří. Silnice byla kompletně dokončena v roce 1967 jako navazující pás štěrku, prachu nebo asfaltu mezi Panamou a Mexikem. Jediná část vystavěná bez jakékoliv americké pomoci bylo mexických 2600 kilometrů mezi Nuevo Laredo a guatemalskou hranicí.